# دوني ليكرافت
دوني ليكرافت (بالإنجليزية: Donni Leaycraft)‏ مواليد 18 يوليو 1968 في لويزيانا، هو لاعب كرة مضرب أمريكي سابق وكان يلعب باليد اليمنى. أعلى تصنيف له في الفردي كان المركز الـ 509 في سنة 1988.

## روابط خارجية
- دوني ليكرافت على موقع رابطة محترفي التنس (الإنجليزية)
- دوني ليكرافت على موقع الاتحاد الدولي لكرة المضرب (الإنجليزية)
- دوني ليكرافت على موقع خلاصة التنس.كوم (الإنجليزية)